# Nahičevančaj
Nahičevančaj ili Nahčivančaj (azerski: Naxçıvançay, ruski: Нахичеван-чай, Нахчыванчай) je rijeka u Azerbajdžanu. Duga je 81 km. Površina porječja iznosi 1630 km2. Izvire na planinama sjeveroistočnog dijela Nahičevanske Autonomne Republike. Teče 35 km kroz duge i široke kanjone prema jugozapadu, nakon čega teče kroz ravnice teče prema jugu. Slijeva se u Arasko jezero. Prije izgradnje tog umjetnog jezera, Nahičevančaj je bila lijeva pritoka Arasa te je tekla kroz grad Nahičevan i 11.5 km iznad kadžarske (perzijske) tvrđave Abbas-Abad koja je postojala do 1970-ih kada su je uništile poplave.